# Polyommatus posticoinocellata
Polyommatus posticoinocellata är en fjärilsart som beskrevs av Gillmer 1910. Polyommatus posticoinocellata ingår i släktet Polyommatus och familjen juvelvingar. Inga underarter finns listade i Catalogue of Life.